# Rwenzorinachtzwaluw
De rwenzori-nachtzwaluw (Caprimulgus policephalus ruwenzorii) is een vogel uit de familie van de nachtzwaluwen (Caprimulgidae). De vogel werd in 1909 als aparte soort (C. ruwenzori) beschreven door  William Robert Ogilvie-Grant. Jackson (2014) toonde aan dat alle in bergachtige gebieden voorkomende nachtzwaluwen behoren tot dezelfde soort, de Ethiopische nachtzwaluw (C. poliocephalus), daarom wordt deze nachtzwaluw sinds 2014 gezien als een ondersoort.

## Verspreiding en leefgebied
De broedgebieden van de rwenzori-nachtzwaluw liggen in zuidwestelijk Oeganda en oostelijk Congo-Kinshasa.

## Status
De rwenzori-nachtzwaluw heeft dezelfde status als C. policephalus. Er is geen aanleiding te veronderstellen dat de soort in aantal achteruit gaat. Om deze redenen staat deze nachtzwaluw als niet bedreigd op de Rode Lijst van de IUCN.